# Autódromo Hermanos Rodríguez
Autódromo Hermanos Rodríguez er en racerbane i parken Magdalena Mixhuca i den nordøstlige del af Mexico City. Den er 4,304 km lang og er opkaldt efter brødrene Ricardo og Pedro Rodríguez. Ricardo omkom ved en ulykke på banen kort efter, at den var taget i brug.
Den blev bygget i 1959 og var skueplads for det første Mexicos Grand Prix i formel 1 i 1962. Det foreløbig sidste blev afholdt i 1992. Banen bruges også til andre racerløb.
Siden 2015 har man igen kørt Formel 1 på banen, med undtagelse af 2020 sæsonen.

## Rekorder
- A1 Grand Prix kvalifikation: Alex Yoong, 1:26.490 (2007)
- NASCAR Nationwide Series kvalifikation: Scott Pruett, 1:27.458 (2007)
- NASCAR Nationwide Series Race (distance 200 miles): Juan Pablo Montoya, 2 hrs. 45 min. 15 sec. (4. marts 2007)

## Baseballstadion
Autódromo Hermanos Rodríquez er speciel ved, at der ligger et baseballstadion inde i sving 14 (det såkaldte "Peraltada"-sving). Dette stadion, Foro Sol, er hjemmebane for Diablos Rojos del México og benyttes desuden til koncerter.